# Muar
Muar (en malayo: Bandar Maharani) es una localidad de Malasia, en el estado de Johor.
Se encuentra a 8 m sobre el nivel del mar. 

## Demografía
Según estimación 2010 contaba con 152255 habitantes.